# كونستانز إنجلبرخت
كونستانز إنجلبرخت (بالألمانية: Constanze Engelbrecht)‏ (و. 1955 – 2000 م) هي ممثلة، وممثلة صوت من ألمانيا . ولدت في ميونخ.
توفيت في ميونخ، عن عمر يناهز 45 عاماً.

## روابط خارجية
- كونستانز انجلبرخت على موقع IMDb (الإنجليزية)
- كونستانز انجلبرخت على موقع مونزينجر (الألمانية)
- كونستانز انجلبرخت على موقع ألو سيني (الفرنسية)
- كونستانز انجلبرخت على موقع أول موفي (الإنجليزية)
- كونستانز انجلبرخت على موقع قاعدة بيانات الأفلام السويدية (السويدية)
- كونستانز انجلبرخت على موقع قاعدة بيانات الفيلم (الإنجليزية)
- كونستانز انجلبرخت على موقع كينوبويسك (الروسية)